# Oberthueria formosibia
Oberthueria formosibia (лат.) — ночная бабочка неясного систематического положения. Одно время её относили к семейству настоящих шелкопрядов Bombycidae, но в последние годы в Западной Европе её включают в семейство берёзовых шелкопрядов Endromididae. Встречается на Тайване.
Взрослые особи имеют каштаново-коричневый основной окрас с примесью темно-желтого цвета на задних крыльях и иногда с розоватым оттенком на передних крыльях. Оба крыла густо покрыты пепельно-серыми чешуйками. Паттерн четкий, хотя постмедиана нечеткая. Субмаргинальная фасция белая. Имаго летают с конца марта до начала июля и снова с августа до начала октября в двух поколениях в году.
Личинки питаются видами Acer.